# 克莱 (伊勒-维莱讷省)
克莱（法語：Clayes，法語發音：[klɛ]）是法国伊勒-维莱讷省的一个市镇，位于该省西部，属于雷恩区和雷恩都会区，其市镇面积为4.28平方公里，2022年1月1日时人口数量为941人。
克莱是雷恩都会区的组成部分，位于雷恩市区西部，是雷恩的一个远郊卫星城。

## 行政
克莱的邮政编码为35590，INSEE市镇编码为35081。

## 地理

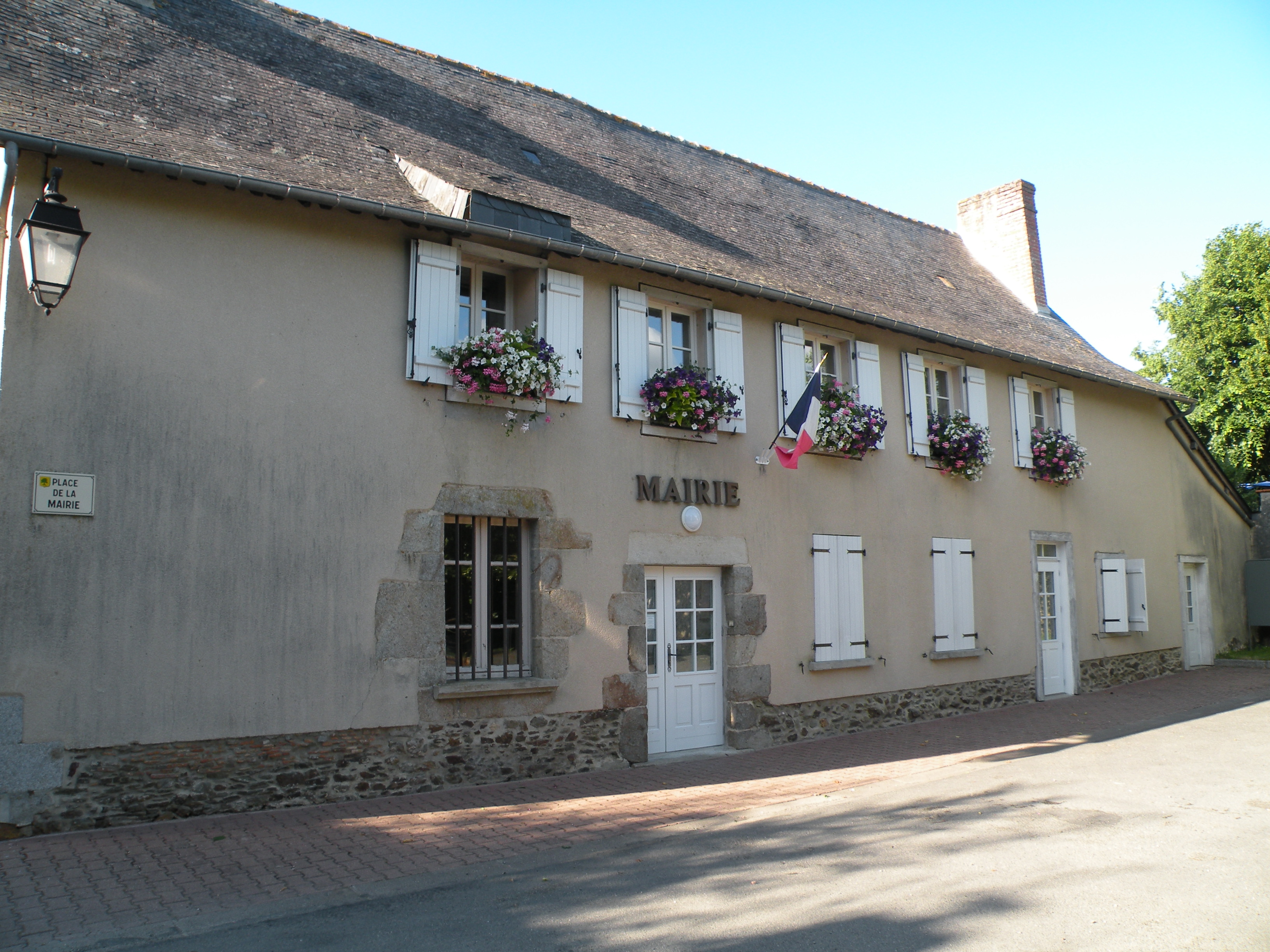
克莱市政厅

克莱（48°10'36"N, 1°51'9"W）位于法国西北部，布列塔尼大区东部和伊勒-维莱讷省西部，距离省会雷恩大约15公里。
与克莱接壤的市镇包括：布列塔尼地区帕尔特奈、普勒姆勒克、圣吉勒。
克莱境内地势平坦，海拔在65至109米之间。
按照柯本气候分类法，克莱属于较为典型的温带海洋性气候，全年温差较小，降水分布均匀。

## 交通
伊勒-维莱讷省省道D21线和D421线经过克莱境内。雷恩公交81路经过克莱境内，并设有三个车站：
- 克莱中央站（Clayes Centre）
- 拉库尔欧帕日站（La Cour aux Pages）
- 克鲁瓦西蒙站（Croix Simon）[5]。

## 政治
现任克莱市长为菲利普·西科先生（Philippe Sicot），他是一名无党派人士。

## 人口
| 年份   | 1936 | 1946 | 1954 | 1962 | 1968 | 1975 | 1982 | 1990 | 1999 | 2005 | 2010 | 2015 | 2018 |
| ------ | ---- | ---- | ---- | ---- | ---- | ---- | ---- | ---- | ---- | ---- | ---- | ---- | ---- |
| 人口數 | 245  | 250  | 234  | 190  | 178  | 256  | 403  | 401  | 459  | 698  | 678  | 818  | 906  |